# The Weinstein Company
The Weinstein Company è stata una casa di distribuzione e produzione cinematografica statunitense fondata dai fratelli Harvey e Bob Weinstein.
Il 19 marzo 2018 la società ha fatto richiesta di fallimento a seguito degli scandali a sfondo sessuale che hanno visto coinvolto lo stesso Harvey Weinstein. L'azienda chiude definitivamente i battenti il 16 luglio 2018, giorno in cui vennero acquisiti gli asset dalla Lantern Capital Partner e venne creata Lantern Entertainment.

## Principali distribuzioni
- Cappuccetto Rosso e gli insoliti sospetti (2005), regia di Cory Edwards
- Crossing Over (2009), Wayne Kramer
- Bastardi senza gloria (2009), regia di Quentin Tarantino
- H2 (2009), regia di Rob Zombie
- Hoodwinked Too! Hood vs. Evil (2011), regia di Mike Disa
- Django Unchained (2012), regia di Quentin Tarantino
- Una canzone per Marion (2012), regia di Paul Andrew Williams
- Tutto può cambiare (2013), regia di John Carney
- Big Eyes (2014), regia di Tim Burton
- The Imitation Game (2014), regia di Morten Tyldum
- Carol (2015), regia di Todd Haynes
- The Hateful Eight (2015), regia di Quentin Tarantino
- Lion - La strada verso casa (2016), regia di Garth Davis
- Edison - L'uomo che illuminò il mondo (2017), regia di Alfonso Gomez-Rejon